# Плаю-Нукулуй
Плаю-Нукулуй (рум. Plaiu Nucului) — село у повіті Бузеу в Румунії. Входить до складу комуни Лопетарі.
Село розташоване на відстані 120 км на північ від Бухареста, 43 км на північний захід від Бузеу, 117 км на захід від Галаца, 73 км на схід від Брашова.

## Населення
За даними перепису населення 2002 року у селі проживали 604 особи, з них 603 особи (99,8%) румунів. Усі жителі села рідною мовою назвали румунську.